# Turning Point (Matthews)
Turning Point (vertaling: keerpunt) is een compositie van Colin Matthews.

## Geschiedenis
Het jaar 2006 was een druk jaar voor Matthews. Hij kreeg een opdracht van het Koninklijk Concertgebouworkest voor een werk, schreef Scorrevole en Luminoso voor altviool en piano en was nog steeds bezig met de orkestratie van Claude Debussys Preludes. Hij gaf tevens leiding aan NMC Recordings. De opdracht van het Concertgebouworkest wilde maar niet vlotten; het ging met horten en stoten. Op 18 januari 2007 kreeg het haar eerste uitvoering door de opdrachtgever onder leiding van Markus Stenz.

## Muziek
Het werk valt in drie secties uiteen, twee frases van elk bijna 5 minuten en een derde van circa 10 minuten. Matthews begon zijn werk met een zeer bewegelijke start. In die sectie is ook enige minimal music te horen als het motief steeds herhaald wordt. Na ongeveer 5 minuten was de inspiratie van de componist op en hij moest het werk terzijde leggen. Hij wilde na dat drukke deel een wat rustiger stuk muziek. Die tweede sectie wordt ingeleid door een aantal dalende tonen. Matthews zat (kennelijk) verstrikt in zijn eigen thema, want van rustiger muziek is geen sprake. Na een paar noten in rustiger vaarwater, pakt de onrust zijn kans weer en de tweede sectie gaat verder waar de eerste ophoudt. Opnieuw moest de componist het werk weer neerleggen, het werd te ingewikkeld. Na verloop van tijd begon hij er weer aan. En nu vond hij de oplossing (Turning Point), ook weer na een dalende notenlijn kreeg hij de rust nu wel te pakken met lange lijnen in de strijkinstrumenten en een nog wat onrustig slagwerk. Het slagwerk verdwijnt al snel en er blijft muziek over met lange lijnen. Pas tegen het eind komen de onrustige blaasinstrumenten terug, maar krijgen het werk niet meer op gang. Het werk gaat na een climax als een nachtkaars uit.

### Orkestratie
- 2 dwarsfluiten tevens piccolo, 1 altfluit, 2 hobo’s, 1 althobo, 2 klarinetten, contrabasklarinet, 2 fagotten, 1 contrafagot;
- 4 hoorns, 3 trompetten, 4 trombones, 1 tuba
- pauken, 3 man/vrouw percussie, 2 harpen, 1 piano/celesta
- 12 eerste violen, 10 tweede violen, 8 derde violen, 12 altviolen, 10 celli, 8 contrabassen

## Discografie
- Uitgave Concertgebouw; opnamen van de première